# Phyllotreta temperei
Phyllotreta temperei is een keversoort uit de familie bladkevers (Chrysomelidae). De wetenschappelijke naam van de soort werd in 1974 gepubliceerd door Doguet.